# Ruta A354
La ruta A354 (en inglés: A354 road) es una carretera primaria de Inglaterra, que se extiende entre Salisbury (Wiltshire) y la isla de Pórtland (Dorset), recorriendo una distancia total de 82 km. La carretera cruza Cranborne Chase y se fusiona brevemente con la A350 en la circunvalación de Blandford Forum antes de cruzar los Dorset Downs y de unirse con la A35 en la circunvalación de Puddletown. Siete kilómetros al oeste, se separa de la circunvalación de Dorchester se encamina a Weymouth corriendo por el costado del lago Radipole, y cruza un pequeño puente sobre Chesil Beach hacia la isla de Pórtland. La circunvalación de Upwey ha estado planeándose durante varios años.
- Datos: Q4649166
- Multimedia: A354 road (England) / Q4649166